# Phrurolithus
Phrurolithus is een geslacht van spinnen uit de familie Phrurolithidae.

## Soorten
- Phrurolithus absurdus Gertsch, 1941
- Phrurolithus adjacens Gertsch & Davis, 1940
- Phrurolithus aemulatus Gertsch, 1941
- Phrurolithus alatus Ivie & Barrows, 1935
- Phrurolithus apacheus Gertsch, 1941
- Phrurolithus apertus Gertsch, 1935
- Phrurolithus approximatus Gertsch & Davis, 1940
- Phrurolithus banksi Gertsch, 1941
- Phrurolithus callidus Gertsch, 1935
- Phrurolithus camawhitae Gertsch, 1935
- Phrurolithus catalinius Gertsch, 1941
- Phrurolithus claripes (Dönitz & Strand, 1906)
- Phrurolithus coahuilanus Gertsch & Davis, 1940
- Phrurolithus concisus Gertsch, 1941
- Phrurolithus connectus Gertsch, 1941
- Phrurolithus corsicus (Simon, 1878)
- Phrurolithus debilis Gertsch & Davis, 1940
- Phrurolithus diversus Gertsch & Davis, 1940
- Phrurolithus dolius Chamberlin & Ivie, 1935
- Phrurolithus duncani (Chamberlin, 1925)
- Phrurolithus emertoni Gertsch, 1935
- Phrurolithus festivus (C. L. Koch, 1835) – Bonte fruroliet
- Phrurolithus flavipes O. P.-Cambridge, 1872
- Phrurolithus florentinus Caporiacco, 1923
- Phrurolithus goodnighti Muma, 1945
- Phrurolithus hamdeokensis Seo, 1988
- Phrurolithus hengshan Song, 1990
- Phrurolithus insularis Petrunkevitch, 1930
- Phrurolithus kastoni Schenkel, 1950
- Phrurolithus kentuckyensis Chamberlin & Gertsch, 1930
- Phrurolithus labialis Paik, 1991
- Phrurolithus leviculus Gertsch, 1936
- Phrurolithus luppovae Spassky, 1941
- Phrurolithus minimus C. L. Koch, 1839 – Kleine fruroliet
- Phrurolithus nemoralis Bryant, 1940
- Phrurolithus nigrinus (Simon, 1878)
- Phrurolithus nipponicus Kishida, 1914
- Phrurolithus oabus Chamberlin & Ivie, 1935
- Phrurolithus palgongensis Seo, 1988
- Phrurolithus paludivagus Bishop & Crosby, 1926
- Phrurolithus parcus (Hentz, 1847)
- Phrurolithus pennatus Yaginuma, 1967
- Phrurolithus pinturus Ivie & Barrows, 1935
- Phrurolithus pipensis Muma, 1945
- Phrurolithus portoricensis Petrunkevitch, 1930
- Phrurolithus pullatus Kulczynski, 1897
- Phrurolithus pygmaeus Thorell, 1875
- Phrurolithus qiqiensis Yin et al., 2004
- Phrurolithus revolutus Yin et al., 2004
- Phrurolithus schwarzi Gertsch, 1941
- Phrurolithus shimenensis Yin et al., 1997
- Phrurolithus similis Banks, 1895
- Phrurolithus singulus Gertsch, 1941
- Phrurolithus sinicus Zhu & Mei, 1982
- Phrurolithus sordidus Savelyeva, 1972
- Phrurolithus spinosus Bryant, 1948
- Phrurolithus szilyi Herman, 1879
- Phrurolithus tamaulipanus Gertsch & Davis, 1940
- Phrurolithus tepejicanus Gertsch & Davis, 1940
- Phrurolithus umbratilis Bishop & Crosby, 1926
- Phrurolithus wallacei Gertsch, 1935
- Phrurolithus zhejiangensis Song & Kim, 1991